# 1449
1449 је била проста година.

## Догађаји

### Датум непознат
- Википедија:Непознат датум — Завршио Базелски сабор.

## Рођења
- Википедија:Непознат датум — Доменико Гирландајо - италијански сликар ренесансе (†1494)